# Tetris Worlds
Tetris Worlds är en version av datorspelet Tetris. Ursprungligen släpptes 2001 för Microsoft Windows och Game Boy Advance, släpptes det senare för Xbox, GameCube och PlayStation 2 2002. Under 2003 spelades en Xbox Live-version och en kompilationsversion (som inkluderade detta spel och Star Wars: The Clone Wars) släpptes för Xbox. Den senare var buntad med Xbox-system.